# Hammers Monza Brianza
Gli Hammers Monza Brianza sono la squadra di football americano della città di Desio. Gli storici Lario Hammers sono stati fondati nel 1984, dopo due stagioni in serie C vengono promossi in serie B e raggiungono la semifinale nel 1990 persa a Verona contro i Redskins. Alla fine di quella stagione vissuta in autofinanziamento hanno deciso di chiudere la loro storia. Sono stati rifondati nel 2010 mantenendo il nome Hammers.

## Dettaglio stagioni

### Tornei nazionali

#### Campionato

##### Seconda Divisione
| Stagione | Regular season | Regular season | Regular season | Regular season | Regular season | Regular season | Regular season | Playoff | Playoff | Playoff | Playoff | Playoff   | Playoff        | Playoff |
|          | Vin            | Par            | Per            | Tot            | PF             | PS             | Vin            | Per     | Tot     | PF      | PS      | risultato | avversaria     |         |
| -------- | -------------- | -------------- | -------------- | -------------- | -------------- | -------------- | -------------- | ------- | ------- | ------- | ------- | --------- | -------------- | ------- |
| 2016     | 1              | 0              | 7              | 8              | 74             | 188            | -              | -       | -       | -       | -       | -         | -              |         |
| 2017     | 3              | 0              | 5              | 8              | 81             | 143            | -              | -       | -       | -       | -       | -         | -              |         |
| 2018     | 5              | 0              | 3              | 8              | 148            | 72             | 0              | 1       | 1       | 0       | 45      | Wild Card | Mastini Verona |         |
| 2019     | 3              | 0              | 5              | 8              | 106            | 192            | -              | -       | -       | -       | -       | -         | -              |         |
| 2020     | 0              | 0              | 0              | 0              | 0              | 0              | -              | -       | -       | -       | -       | -         | -              |         |
| Totale   | 12             | 0              | 20             | 32             | 409            | 586            | 0              | 1       | 1       | 0       | 45      |           |                |         |

Fonte: Enciclopedia del Football - A cura di Roberto Mezzetti

##### Silver League FIF
A seguito dell'ingresso di FIDAF nel CONI questo torneo non è considerato ufficiale.
| Stagione | Regular season | Regular season | Regular season | Regular season | Regular season | Regular season | Regular season | Playoff | Playoff | Playoff | Playoff | Playoff   | Playoff    | Playoff |
|          | Vin            | Par            | Per            | Tot            | PF             | PS             | Vin            | Per     | Tot     | PF      | PS      | risultato | avversaria |         |
| -------- | -------------- | -------------- | -------------- | -------------- | -------------- | -------------- | -------------- | ------- | ------- | ------- | ------- | --------- | ---------- | ------- |
| 2010     | 0              | 0              | 6              | 6              | 26             | 280            | -              | -       | -       | -       | -       | -         | -          |         |
| Totale   | 0              | 0              | 6              | 6              | 26             | 280            | -              | -       | -       | -       | -       |           |            |         |

Fonte: Enciclopedia del Football - A cura di Roberto Mezzetti

##### Serie C/Serie B (terzo livello)/CIF9/Terza Divisione
| Stagione | Regular season | Regular season | Regular season | Regular season | Regular season | Regular season | Regular season | Playoff | Playoff | Playoff | Playoff | Playoff              | Playoff          | Playoff |
|          | Vin            | Par            | Per            | Tot            | PF             | PS             | Vin            | Per     | Tot     | PF      | PS      | risultato            | avversaria       |         |
| -------- | -------------- | -------------- | -------------- | -------------- | -------------- | -------------- | -------------- | ------- | ------- | ------- | ------- | -------------------- | ---------------- | ------- |
| 1986     | 0              | 0              | 8              | 8              | 20             | 355            | -              | -       | -       | -       | -       | -                    | -                |         |
| 1987     | 3              | 0              | 3              | 6              | 44             | 71             | -              | -       | -       | -       | -       | -                    | -                |         |
| 1988     | 2              | 0              | 6              | 8              | 88             | 172            | -              | -       | -       | -       | -       | -                    | -                |         |
| 1990     | 5              | 1              | 2              | 8              | 106            | 96             | 0              | 1       | 1       | 13      | 48      | Primo turno playoff  | Redskins Verona  |         |
| 2011     | 0              | 0              | 6              | 6              | 86             | 244            | -              | -       | -       | -       | -       | -                    | -                |         |
| 2012     | 2              | 0              | 4              | 6              | 86             | 141            | -              | -       | -       | -       | -       | -                    | -                |         |
| 2013     | 0              | 0              | 6              | 6              | 59             | 237            | -              | -       | -       | -       | -       | -                    | -                |         |
| 2014     | 3              | 0              | 3              | 6              | 133            | 100            | 0              | 1       | 1       | 0       | 43      | Wild Card            | Gorillas Varese  |         |
| 2015     | 3              | 0              | 3              | 6              | 63             | 102            | 0              | 1       | 1       | 0       | 14      | Wild Card            | Sentinels Isonzo |         |
| 2021     | 2              | 0              | 2              | 4              | 56             | 78             | 0              | 1       | 1       | 6       | 36      | Quarti di Conference | Giants Bolzano   |         |
| 2022     | 0              | 0              | 4              | 4              | 45             | 146            | -              | -       | -       | -       | -       | -                    | -                |         |
| Totale   | 20             | 1              | 47             | 68             | 786            | 1740           | 0              | 4       | 4       | 19      | 141     |                      |                  |         |

Fonte: Enciclopedia del Football - A cura di Roberto Mezzetti